# Elymus varius
Elymus varius là một loài thực vật có hoa trong họ Hòa thảo. Loài này được (Keng & S.L.Chen) Tzvelev mô tả khoa học đầu tiên năm 1968.